# Friedrich Ottiker
Friedrich ("Fritz") Ottiker (1865 - 1929) was een Zwitsers politicus.
Friedrich Ottiker was lid van de Vrijzinnig Democratische Partij (FDP). 
Friedrich Ottiker was lid van de Regeringsraad van het kanton Zürich. Van 1 mei 1920 tot 30 april 1921 en van 1 mei 1927 tot 30 april 1928 was hij voorzitter van de Regeringsraad (dat wil zeggen regeringsleider) van het kanton Zürich.